# Futbol'ny Klub Gomel
El Futbol'ny Klub Gomel (en belarús ФК Гомель) és un club belarús de futbol de la ciutat de Hómiel.

## Història
Evolució del nom:
- 1959: Lokomotiv Gomel
- 1969: Spartak Gomel
- 1970: Gomselmash Gomel
- 1995: FK Gomel

## Futbolistes destacats
- Gennadiy Bliznyuk
- Stanimir Georgiev
- Sergey Gorlukovich
- Sergey Kuznetsov

## Palmarès
- Lliga belarussa de futbol (1):
  - 2003

- Copa belarussa de futbol (2):
  - 2002, 2011